# Gonzalagunia sessilifolia
Gonzalagunia sessilifolia är en måreväxtart som beskrevs av Paul Carpenter Standley. Gonzalagunia sessilifolia ingår i släktet Gonzalagunia och familjen måreväxter. Inga underarter finns listade i Catalogue of Life.